# 斯季爾季
50°29′50″N 28°44′46″E / 50.49722°N 28.74611°E
斯季爾季（烏克蘭語：Стирти）是烏克蘭北部的村莊，隸屬日托米爾州的日托米爾區。該村始建於1655年，面積1.68平方公里，海拔高度212米，2001年人口391，人口密度每平方公里232.19人。